# Břehov

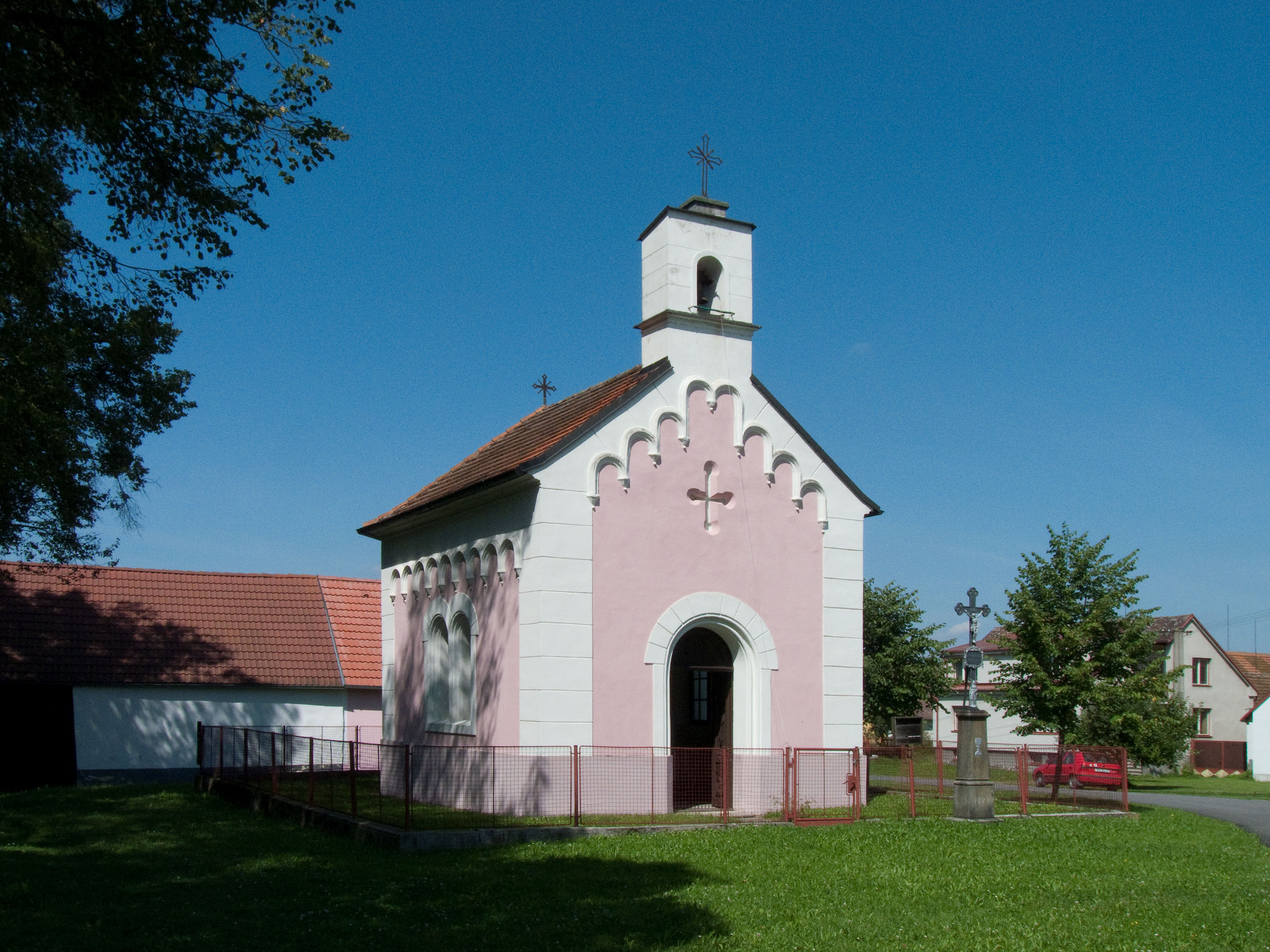
Kapelle St. Josef

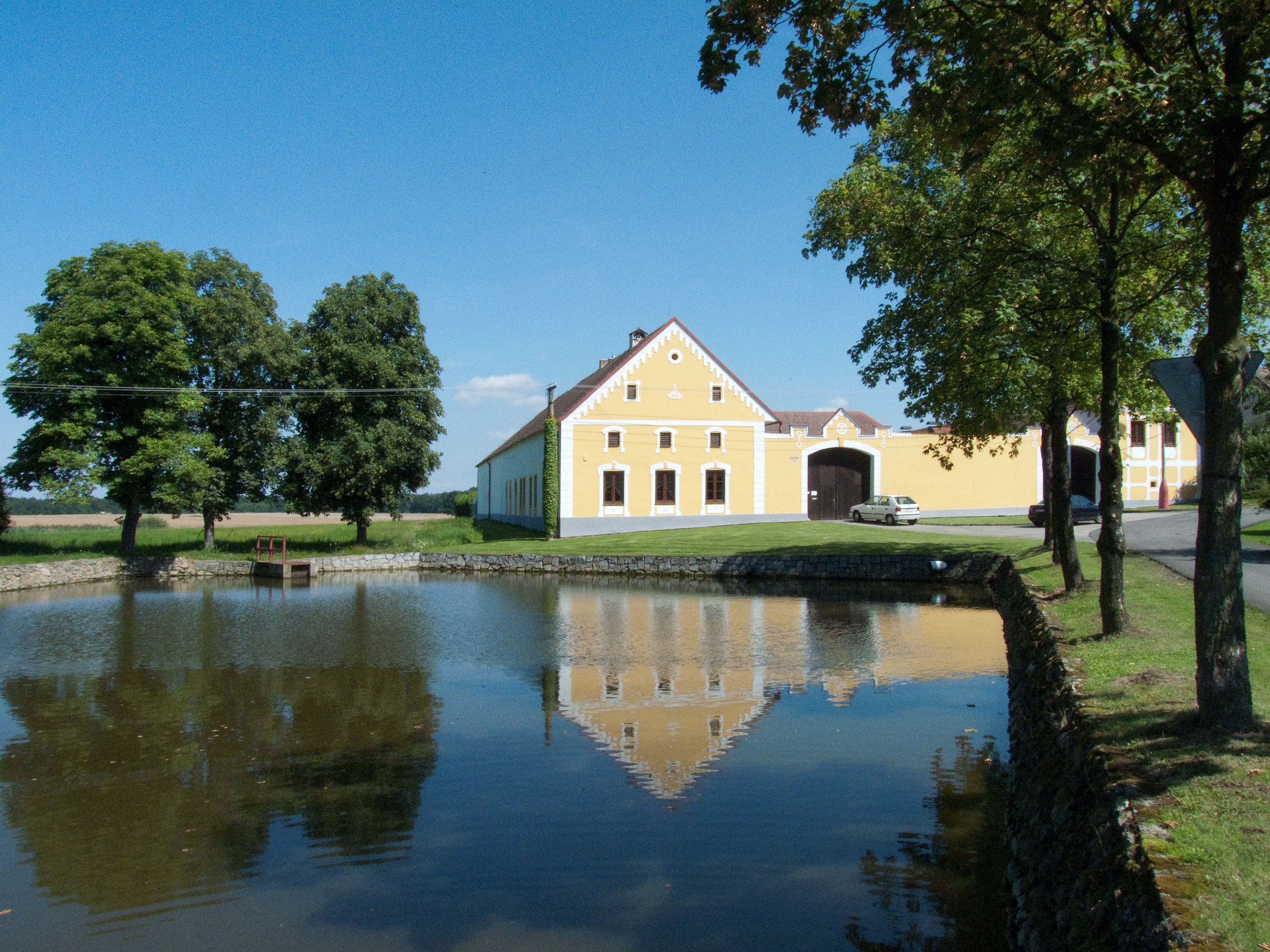
Gehöft Nr. 13 am Dorfteich

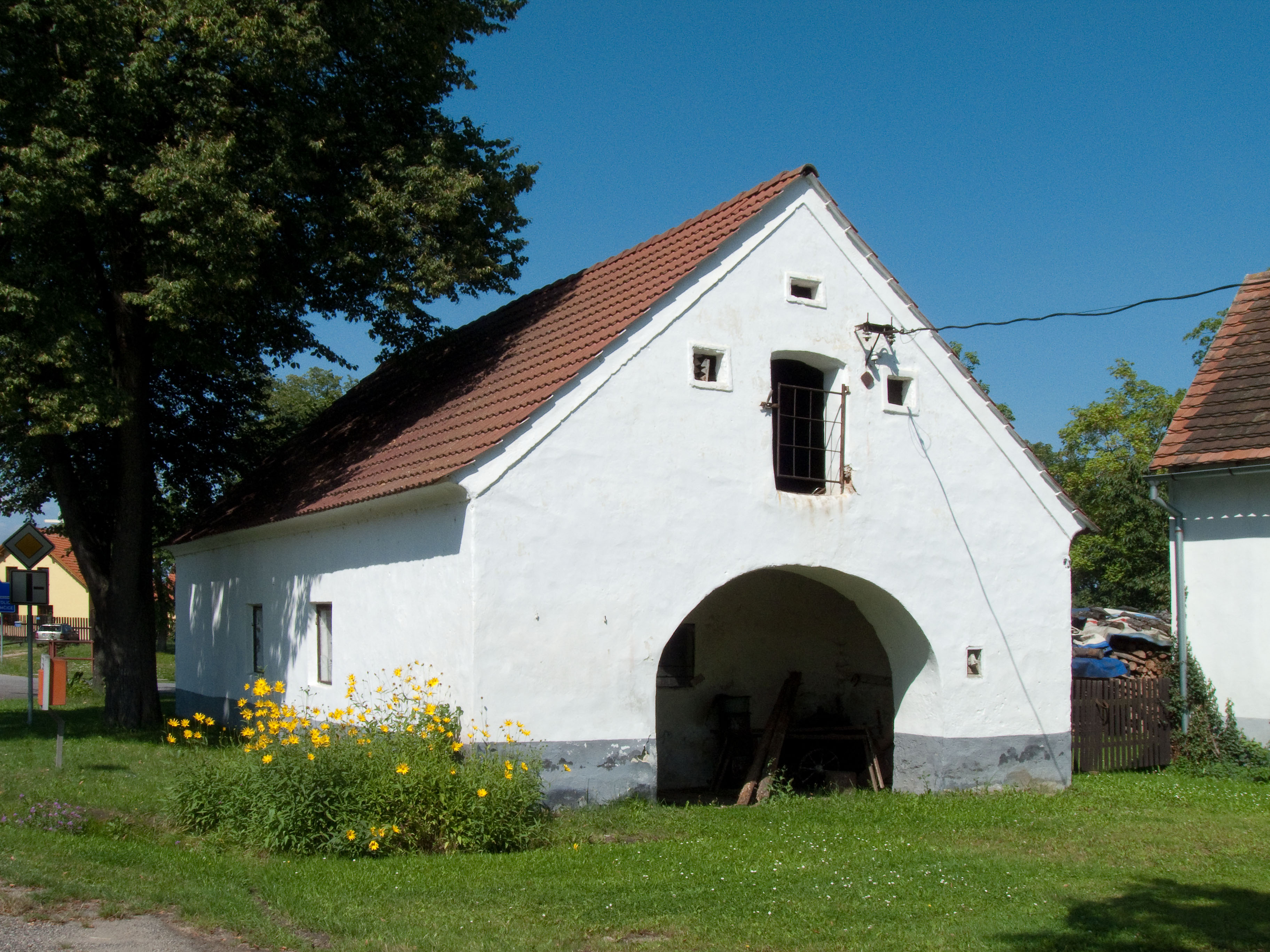
Alte Schmiede

Břehov (deutsch Schwiehalm, früher auch Břehow) ist eine Gemeinde in Tschechien. Sie liegt zwölf Kilometer nordwestlich von České Budějovice in Südböhmen und gehört zum Okres České Budějovice.

## Geographie
Břehov befindet sich rechtsseitig des Baches Břehovský potok im Budweiser Becken. Südwestlich liegt der Teich Dehtář, im Osten der Podmůstek. Gegen Südwesten erheben der Vosí vrch (441 m) und der Na Středním (441 m). Im Süden liegt das Tal des Dehtářský potok.
Nachbarorte sind Pištín und Suchá im Norden, Češnovice im Nordosten, Picina und Dasný im Osten, Čejkovice, Haklovy Dvory und Jaronice im Südosten, Na Drahách und Žabovřesky im Süden, Dehtáře und Strýčice im Südwesten, Radošovice und Tupesy im Westen sowie Malé Chrášťany im Nordwesten.

## Geschichte
Die erste schriftliche Erwähnung des Dorfes Břehov erfolgte 1378 als Teil der Kronherrschaft Protivín. Im 15. Jahrhundert war größtenteils das Dorf an die Vladiken Kunasch von Machowitz (Kunášové z Machovic) verpfändet und der Feste Machowitz (Machovice) untertänig. Ein weiterer Anteil gehörte zur Herrschaft Frauenberg, dieser umfasste nach dem Frauenberger Urbar von 1490 14 Untertanen. Wilhelm II. von Pernstein kaufte 1491 den Machowitzer Anteil von Břehov auf und schlug ihn Frauenberg zu. Im 18. und 19. Jahrhundert wurde in der Umgebung des Dorfes Eisenerz abgebaut. Der Fasangarten beim Jägerhaus Picina wurde 1818 aufgehoben. Im Jahre 1840 bestand Břehow aus 27 Häusern mit 188 Einwohnern. Im Dorf bestand ein Wirtshaus. Pfarrort war Pištín. Bis zur Mitte des 19. Jahrhunderts blieb das Dorf immer der Herrschaft Frauenberg untertänig.
Nach der Aufhebung der Patrimonialherrschaften bildete Břehov / Břehow bzw. Schwiehalm ab 1850 mit den Ortsteilen Tupesy und Malé Chrášťany eine Gemeinde im Bezirk Budweis. 1910 lebten in der Gemeinde 417 tschechischsprachige Einwohner, der Ortsteil Břehov hatte 230 Einwohner. Tupesy und Malé Chrášťany lösten sich im August 1919 los und bildeten eigene Gemeinden.
Am 12. Juni 1960 erfolgte die Eingemeindung nach Žabovřesky. Nach einem Referendum löste sich Břehov zum 24. November 1990 wieder von Žabovřesky los. Seit historische Ortskern wurde 1995 zum ländlichen Denkmalschutzgebiet erklärt.

## Gemeindegliederung
Für die Gemeinde Břehov sind keine Ortsteile ausgewiesen. Zu Břehov gehören die Ansiedlung Suchá (Sucherhof) und die Feriensiedlung Picina (Pitzina).

## Bevölkerungsentwicklung
| Jahr      | 1869 | 1880 | 1890 | 1900 | 1910 | 1921 | 1930 | 1950 | 1961 | 1970 | 1980 | 1991 | 2001 | 2011 | 2021 |
| --------- | ---- | ---- | ---- | ---- | ---- | ---- | ---- | ---- | ---- | ---- | ---- | ---- | ---- | ---- | ---- |
| Einwohner | 211  | 265  | 255  | 267  | 230  | 234  | 240  | 150  | 151  | 124  | 118  | 106  | 108  | 143  | 172  |

## Sehenswürdigkeiten
- Neoromanische Kapelle des hl. Josef, erbaut 1861 auf dem Dorfplatz
- Giebelhöfe im südböhmischen Bauernbarock
- ehemalige Dorfschmiede, Dorfwaage und Feuerwehrhaus auf dem Dorfplatz
- Gut Suchá, im 17. Jahrhundert wurden am Platz einer alten Feste der Meierhof Suchenhof und eine Schäferei angelegt.